# Liste von Autoren/B

## Ba

### Baa–Ban
Johannes Baader (1875–1955), D
Albert Cornelis Baantjer (1923–2010), NL
Johannes Baargeld (1892–1927), D
Isaak Babel (1894–1941), RUS
Jörg Baberowski (* 1961), D
Ingrid Bachér (* 1930), D
Guido Bachmann (1940–2003), CH
Ingeborg Bachmann (1926–1973), AT
Johann Friedrich Bachstrom (1686–1742)
Albert Bächtold (1891–1981), CH
Francis Bacon (1561–1626), GB
Krzysztof Kamil Baczyński (1921–1944), PL
Robert Badinter (1928–2024), FR
Bae Su-ah (* 1965) ROK
Julio Baghy (1891–1967), HU
Enid Bagnold (1889–1981), GB
Mohammad-Taqi Bahar (1884–1951), IR
Patrick Bahners (* 1967), D
Uwe Bahnsen (1934–2023), D
Egon Bahr (1922–2015), D
Hermann Bahr (1863–1934), D
Rudolf Bahro (1935–1997), D
Bai Juyi (772–846), CN
Michael Baigent (1948–2013), NZ/GB
Paul Bailey (1937–2024), GB
Joanna Baillie (1762–1851), GB
Beryl Bainbridge (1932–2010), GB
James Robert Baker (1946–1997), USA
Nicholson Baker (* 1957), US
Gerbrand Bakker (* 1962), NL
Grigori Jakowlewitsch Baklanow (1923–2009), RUS
Eva Bakos (1929–2003), AT
Güner Yasemin Balcı (* 1975), D
David Baldacci (* 1960), US
Jakob Balde (1604–1668), D
James Baldwin (1924–1987), US
Oliver Baldwin (1899–1958), GB
Patrick Balfour, 3. Baron Kinross (1904–1976), GB
Rıfat Bali (* 1948), TR
Michael Balint (1896–1970), HU / GB
Hugo Ball (1886–1927), D
David Ballantyne (1924–1986), NZ
George Ballard (1706–1755), GB
James Graham Ballard (1930–2009), GB
Honoré de Balzac (1799–1850), FR
Peter Bamm (1897–1975), D
Herman Bang (1857–1912), DK
Zsuzsa Bánk (* 1965), D
Iain M. Banks (1954–2013), GB
John Banville (* 1945), IRL

### Bar–Baz
Amiri Baraka (1934–2014), US

John Barbour (1316–1396), GB
Leland Bardwell (1922–2016), IRL
Joan Barfoot (* 1946), CAN
Lukas Bärfuss (* 1971), CH
Daniel Bärholz (1641–1688), D
Alessandro Baricco (* 1958), IT
Avraham Barkai (1921–2020), ISR
Clive Barker (* 1952), GB
Pat Barker (* 1943), GB
Ernst Barlach (1870–1938), D
Nigel Barley (* 1947), GB
Chris Barnard (1939–2015), ZA
Djuna Barnes (1892–1982), US
Julian Barnes (* 1946), GB
Linda Barnes (* 1949), US
Peter Barnes (1931–2004), GB
William Barnes (1801–1886), GB
Allen Barnett (1955–1991), US
Lisa A. Barnett (1958–2006), US
Pío Baroja (1872–1956), E
Dan Bar-On (1938–2008), ISR
Len Barot (* 1950), US
Hans Dieter Baroth (1937–2008), D
Nevada Barr (* 1952), US
Thomas A. Barron (* 1952), US
Kevin Barry (* 1969), IRL
Max Barry (* 1973), AUS
Sebastian Barry (* 1955), IRL
Adolf Bartels (1862–1945), D
John Barth (1930–2024), US
Kaspar von Barth (1587–1658), D
Kurt Barthel (1914–1967), D
Henner Barthel (* 1947), D
Donald Barthelme (1931–1989), US
Roland Barthes (1915–1980), FR
Joachim Bartholomae (1956), D
Władysław Bartoszewski (1922–2015), PL
Kurt Bartsch (1937–2010), D
Michael Bartsch (* 1953), D
Rudolf Hans Bartsch (1873–1952), AT
Günter Barudio (1942–2022), D
Karlheinz Barwasser (* 1950), D
Johann Bernhard Basedow (1724–1790), D
Giorgio Bassani (1916–2000), IT
Horst Bastian (1939–1986), D
Georges Bataille (1897–1962), FR
Ludwig Bäte (1892–1977), D
Katharine Lee Bates (1859–1929), US
Gregory Bateson (1904–1980), US
Henry Bauchau (1913–2012), BE
Charles Baudelaire (1821–1867), FR
Dolores Bauer (1934–2010), AT
Erwin Heinrich Bauer (1857–1901), D
Ferry Bauer (1916–2010), AT
Franz Bauer (1923–2001), D
Fritz Bauer (1903–1968), D
Josef Martin Bauer (1901–1970), D
Marion Dane Bauer (* 1938), US
Thomas Bauer (* 1976), D
Wolfgang Bauer (1941–2005), AT
Eduard von Bauernfeld (1802–1890), AT
Lyman Frank Baum (1856–1919), US
Oskar Baum (1883–1941), D
Vicki Baum (1888–1960), AT
Zygmunt Bauman (1925–2017), PL/GB
Hans Baumann (1914–1988), D
Rudolf Baumbach (1840–1905), D
Iso Baumer (1929–2021), CH
Thomas Baumer (* 1960), CH
Eva Gesine Baur (* 1960), D
Thea Bauriedl (1938–2022), D
Jürgen Bause (* 1950), D
Hermann Bausinger (1926–2021), D
Nina Bawden (1925–2012), GB
Bruce Bawer (* 1956), US
George Baxt (1923–2003), US
Stephen Baxter (* 1957), GB
Oya Baydar (* 1940), TR
Konrad Bayer (1932–1964), AT
Osvaldo Bayer (1927–2018), AR
William Bayer (* 1939), US
Barrington J. Bayley (1937–2008), GB
Pauline Baynes (1922–2008), GB
Brandon Bays (* 1953), US

## Be

### Bea–Bek
Peter S. Beagle (* 1939), US
Peter Beard (1938–2020), US
Pierre Beaumarchais (1732–1799), FR
Francis Beaumont (1586–1616), GB
Philippe Beaussant (1930–2016), FR
Simone de Beauvoir (1908–1986), FR
Pierre Bec (1921–2014), FR
Joachim Beccau (1690–1754), D
Alison Bechdel (* 1960), US
Johann Joachim Becher (1635–1682), D
Johannes R. Becher (1891–1958), D
Ulrich Becher (1910–1990), D
Johann Matthäus Bechstein (1757–1822), D
Ludwig Bechstein (1801–1860), D
Béatrix Beck (1914–2008), FR
Gad Beck (1923–2012), D
Karl Isidor Beck (1817–1879), HU / AT
Ulrich Beck (1944–2015), D
Howard P. Becker (1899–1960), US
Howard S. Becker (1928–2023), US
Jurek Becker (1937–1997), D
Jürgen Becker (1932–2024), D
Jürgen Becker (* 1959), D
Werner Becker (1924–1984), D
Anke Beckert-Stamm, D
Samuel Beckett (1906–1989), IRL
Simon Beckett (* 1968), GB
William Beckford (1760–1844), GB
Johann Joseph Beckh (1635–1692?), D
Mani Beckmann (* 1965), D
Lillian Beckwith (1916–2004), GB
Thomas Lovell Beddoes (1803–1849), GB
Klaus Bednarz (1942–2015), D
Harriet Beecher Stowe (1811–1896), US
Jürg Beeler (* 1957), CH
Johann Beer (1655–1700), AT
Richard Beer-Hofmann (1866–1945), AT
Azouz Begag (* 1957), FR
François Bégaudeau (* 1971), FR
Louis Begley (* 1933), US
Brendan Behan (1923–1964), IRL
Dominic Behan (1928–1989), IRL
Simin Behbahani (1927–2014), IR
Martin Beheim-Schwarzbach (1900–1985), D
Eduard Ludwig Behm (1898–?), D
Martin Behm (1557–1622), D
Albrecht Behmel (* 1971), D
Aphra Behn (1640–1689), GB
Maria Beig (1920–2018), D
Frédéric Beigbeder (* 1965), FR
Lilo Beil (1947–2025), D
Johannes Beilharz (* 1956), D
Roman Bek (* 1924), CZ
Pál Békés (1956–2010), HU

### Bel–Beq
Rabah Belamri (1946–1995), DZA/FR
Quentin Bell (1910–1996), GB
Wolf J. Bell (1924–2014), D
Joachim du Bellay (1522 [?]–1560), FR
Gioconda Belli (* 1948), NIC
Eros Bellinelli (1920–2019), CH
Hilaire Belloc (1870–1953), GB
Saul Bellow (1915–2005), US
Maria Belpaire (1853–1948), BE
Catherine Belsey (1940–2021), GB
Andrei Bely (1880–1934), RU
Pietro Bembo (1470–1547), IT
Hans Bemmann (1922–2003), D
Hans Bender (1919–2015), D
Mario Benedetti (1920–2009), UY
Julius Roderich Benedix (1811–1873), D
Stephen Vincent Benét (1898–1943), US
William Rose Benét (1886–1950), US
Moscheh Ya’akov Ben-Gavriêl (1891–1965), AT / IL
Jessica Benjamin (* 1946), US
Walter Benjamin (1902–1968), D
Gottfried Benn (1886–1956), D
Alan Bennett (* 1934), GB
Nigel Bennett (* 1949), GB / CA
Ronan Bennett (* 1956), IRL / GB
Jean-Luc Benoziglio (1941–2013), CH
Hans G. Bentz (1902–1968), D
Elazar Benyoëtz (* 1937), IL
Isabella Benz (* 1990), D
Wolfgang Benz (* 1941), D
Udo Benzenhöfer (1957–2021), D
Juliette Benzoni (1920–2016), FR
Jochen Bepler (1951–2015), D

### Ber–Bez
Pierre-Jean de Béranger (1780–1857), FR
Cleonice Berardinelli (1916–2023), BR
John Berendt (* 1939), USA
Carsten Berg (* 1959), D
Sibylle Berg (* 1962), D
Werner Bergengruen (1892–1964), D
Erika Berger (1939–2016), D
Gisela Berger (1878–1961)
John Berger (1926–2017), GB
Lore Berger (1921–1943), CH
Raimund Berger (1917–1954)
Thomas Berger (1924–2014), US
Uwe Berger (1928–2014), D
Yves Berger (1931–2004), FR
Gerd Bergfleth (1936–2023), D
Heinz Berggruen (1914–2007), D
C. C. Bergius (1910–1996), D
S. Bear Bergman (* 1974), US
Rolf Bergmann (1942–2015), D
Theodor Bergmann (1916–2017), D
Ulrich Berkes (1936–2022), D
Ulla Berkéwicz (* 1948), D

Lauren Berlant (1957–2021), US
Ira Berlin (1941–2018), US
Malou Berlin (* 1961), D
Georges Bernanos (1888–1948), FR
Rudolf Bernauer (1880–1953), AT
Jacques Berndorf (1936–2022), D
Josef Bernegger (1907–1994), AT
Matthias Bernegger (1582–1640), D
Thomas Bernhard (1931–1989), AT
Emmanuèle Bernheim (1955–2017), FR
Jörg Bernig (* 1964), D
François-Joachim de Pierre de Bernis (1715–1794), FR
Werner Bernreuther (1941–2024), D
Aaron Bernstein (1812–1884), D
F. W. Bernstein (1938–2018), D
Daniel Berrigan (1921–2016), US
Leo Bersani (1931–2022), US
Francis Berthelot (* 1946), FR
Al Berto (1948–1997), PT
Giuseppe Berto (1914–1978), IT
Alexander Bertsch (* 1940), D
Hugo Bertsch (1851–1935), D
Allan Bérubé (1946–2007), US
Betty Berzon (1928–2006), US
Johann von Besser (1654–1729), D
Waldemar Besson (1929–1971), D
Hans Bethge (1876–1946), D
John Betjeman (1906–1984), GB
Joachim Betke (1601–1663), D
Lotte Betke (1905–2008), D
Bruno Bettelheim (1903–1990), AT/US
Manfred Bettinger (* 1954), D
Werner Beumelburg (1899–1963), D
Alberto Bevilacqua (1934–2013), IT
Paul Bew (* 1950), IRL/GB
Claire Beyer (* 1947), D
Konrad Beyer (1834–1906), D
Marcel Beyer (* 1965), D
Franz Adam Beyerlein (1871–1949), D
Klaus von Beyme (1934–2021), D
Jochen Beyse (* 1949), D

## Bi
Héctor Bianciotti (1930–2012), FR
Peter Bichsel (1935–2025), CH
Frank Bidart (* 1939), US
Jakob Bidermann (1578–1639), D
Peter Biele (1931–2021), D
Manfred Bieler (1934–2002), D
Walter Biemel (1918–2015), D
Ulrich Bien (* 1947), D
Horst Bienek (1930–1990), D
Otto Julius Bierbaum (1865–1910), D
Ambrose Bierce (1842–1914), US
Pieke Biermann (* 1950), D
Wolf Biermann (* 1936), D
Manfred Bierwisch (1930–2024), D
Hartmut Biewald (* 1943), D
Lloyd Biggle, jr. (1923–2002), US
Jack Bilbo (1907–1967), D
Dmitri Bilenkin (1933–1987), Sow-RUS
S. Corinna Bille (1912–1979), CH
Maxim Biller (* 1960), D
Susanne Billig (* 1961), D
Richard Billinger (1890–1965), AT
Mark Billingham (* 1961), GB
Maeve Binchy (1939–2012), IRL
Rudolf G. Binding (1867–1938), D
Ida Bindschedler (1854–1919), CH
Jon Bing (1944–2014), NO
Horst Bingel (1933–2008), D
Ludwig Binswanger (1881–1966), CH
Ilse Bintig (1924–2014), D
Adolfo Bioy Casares (1914–1999), ARG
Thomas Birch (1705–1766), GB
Charlotte Birch-Pfeiffer (1800–1868), D
Sigmund von Birken (1626–1681), D
Norman Birnbaum (1926–2019), US
Rita Bischof (* 1948), D
Eugen Biser (1918–2014), D
Anne Bishop (* 1950), US
Elizabeth Bishop (1911–1979), US
Urs Bitterli (1935–2021), CH
Roswitha Bitterlich (1920–2015), AT
Wolfgang Bittner (* 1941), D

## Bj
Bjørnstjerne Bjørnson (1832–1910), NO
Ketil Bjørnstad (* 1952), NO

## Bl
William Black (1841–1898), GB
Marie-Claire Blais (1939–2021), CA
Michael Blake (1945–2015), US
William Blake (1757–1827), GB
Günter Blamberger (* 1951), D
Maurice Blanchot (1907–2003), FR
Richard Blank (1939–2022), D
Philippe Blasband (* 1964), IR (Iraner)
Ernst Blass (1890–1939), D
Lena Blaudez (* 1958), D
James Blaylock (* 1950), US
Manfred Blechschmidt (1923–2015), D
Lucy Jane Bledsoe (* 1957); US
Karl Bleibtreu (1859–1928), D
Detlef Bernd Blettenberg (* 1949), D
Hans Peter Bleuel (1936–2023), D
Nico Bleutge (* 1972), D
Tania Blixen (1885–1962), DK
Detlef Blöcher (1953), D
Alexander Blok (1880–1921), RU
Anton Blok (1935–2024), NL
Jan Blokker (1927–2010), NL
Philipp Blom (* 1970), D
Harold Bloom (1930–2019), US
Hans Blüher (1888–1955), D
Peter Blum (1925–1990), GB
Ruth Blum (1913–1975), D
Hans Friedrich Blunck (1888–1961), D
Edmund Blunden (1896–1974), GB
Giles Blunt (* 1952), CAN
Wilfrid Scawen Blunt (1840–1922), GB
Robert Bly (1926–2021), US
Enid Blyton (1900–1968), GB

## Bo

### Boa–Bon
Bo Yang (1920–2008), TW
Augusto Boal (1931–2009), BR
Norberto Bobbio (1909–2004), IT
Robert Bober (* 1931), FR
Johannes Bobrowski (1917–1965), D
Giovanni Boccaccio (1313–1375), IT
Manfred Böckl (* 1948), D
Walter Bockmayer (1948–2014), D
Jean Bodel (1165 [?]–1209 [?]), FR
Manfred Boden (* 1938), D
Friedrich von Bodenstedt (1819–1892), D
Johann Jakob Bodmer (1698–1683), D
Henning Boëtius (1939–2022), D
Dirk Bogarde (1921–1999), GB
Helene Böhlau (1859–1940), D
Gerhard Bohlmann (1878–1944), D
Gernot Böhme (1937–2022), D
Herbert Böhme (1907–1971), D
Jacob Böhme (1575–1624), D
Martin Böhme (1557–1622), D
Karl Heinz Bohrer (1932–2021), D
August Bohse (1661–1742), D
Matteo Maria Boiardo (1441–1494), IT
Heinrich Christian Boie (1744–1806), D
Nicolas Boileau (1636–1711), FR
Roberto Bolaño (1953–2003), RCH (Chilene)
Klaus Böldl (* 1964), D
Dermot Bolger (* 1959), IRL
Annemarie Böll (1910–2004), D
Heinrich Böll (1917–1985), D
René Böll (* 1948), D
Jean Bollack (1923–2012), FR
Klaus Bölling (1928–2014), D
Barbara Bollwahn (1964–2018), D
Wilhelm Bölsche (1861–1939), D
Sharon Bolton (* 1960), GB
Ludwig Boltzmann (1844–1906), AT
Norbert Bolz (* 1953), D
Horatius Bonar (1808–1889), GB
Bonaventura von Bagnoregio (1221–1274), IT
Giuseppe Bonaviri (1924–2009), IT
Nelson Slade Bond (1908–2006), US
François Bondy (1915–2003), CH
Achille Bonito Oliva (* 1939), IT
Abel Bonnard (1883–1968), FR
Marie-Jo Bonnet (* 1949), FR
Rolf Bönnen (* 1954), D
Waldemar Bonsels (1881–1952), D

### Bop–Boz
Rudolf Borchardt (1877–1945), D
Elisabeth Borchers (1926–2013), D
Wolfgang Borchert (1921–1947), D
Jorge Luis Borges (1899–1986), RA (Argentinier)
Barrie Jean Borich (* 1959), USA
Nicolas Born (1937–1979), D
Ludwig Börne (1768–1837), D
Ernst Bornemann (1915–1995), D
Simon Borowiak (* 1964 als Simone Borowiak), D
Tadeusz Borowski (1922–1951), PL
Kay Borowsky (* 1943), D
Gerd Bosbach (* 1953), D
Juan Bosch (1909–2001), DOM
Harry Böseke (1950–2015), D
Alfredo Bosi (1936–2021), BR
Hermann Bossdorf (1877–1921), D
Jakob Bosshart (1862–1924), CH
Rolf Bossi (1923–2015), D
Nora Bossong (* 1982), D
Shmuley Boteach (* 1966), US
Pierre Bottero (1964–2009), FR
António Botto (1897–1959), PT
Alain de Botton (* 1969), CH / GB
Michel Marc Bouchard (* 1958), CAN
Pierre Boulle (1912–1994), FR
Anthony Bourdain (1956–2018), US
Pierre Bourdieu (1930–2002), FR
Madeleine Bourdouxhe (1906–1996), BE
Emmanuel Bove (1898–1945), FR
Silvia Bovenschen (1946–2017), D
Margret Boveri (1900–1975), D
Elizabeth Bowen (1899–1973), IRL/GB
Marjorie Bowen (1885–1952), GB
Patrick Gillman Bowen (1882–1940), IRL
Elisabeth Bowers (* 1949), CA
Richard Bowes (1944–2023), US
Jane Bowles (1917–1973), US
Paul Bowles (1910–1999), US
Malcolm Boyd (1923–2015), US
Karin Boye (1900–1941), SE
Kay Boyle (1902–1992), US
T. C. Boyle (* 1948), US
John Boyne (* 1971), IRL
Johannes Wilhelm Boysen (1834–1870), D

## Br

### Bra
Hans-Peter Brachmanski (* 1957), D
Leigh Brackett (1915–1978), US
Ray Bradbury (1920–2012), US
Scott Bradfield (* 1955), US
Barbara Taylor Bradford (1933–2024), GB
Marion Zimmer Bradley (1930–1999), US
Gillian Bradshaw (* 1956), US
John Bradshaw (1933–2016), US
Kazys Bradūnas (1917–2009), LT
Harald Braem (* 1944), D
John Braine (1922–1986), GB
Valentino Braitenberg (1926–2011), IT
Ulrich Bräker (1735–1798), CH
Christopher Bram (* 1952), US
Ariane Braml (1969–2021), CH
Dana Brandt (* 1976), D
Kurt Brand (1914–1991), D
Lars Brandt (* 1951), D
Peter Brandt (* 1948), D
Rut Brandt (1920–2006), NO/D
Willy Brandt (1913–1992), D
Fred Branfman (1942–2014), US
Gerhard Branstner (1927–2008), D
Beth Brant (1941–2015), CAN
Sebastian Brant (1457–1521), D
Thomas Brasch (1945–2001), D
Anneke Brassinga (* 1948), NL
Felix Braun (1885–1973), AT
Joachim Braun (* 1960), D
Lily Braun (1865–1916), D
Michael Braun (1958–2022), D
Peter Braun (1960–2016), D
Volker Braun (* 1939), D
Herbert Bräutigam (1927–2020), D
Richard Brautigan (1935–1984), US
Leo Brawand (1924–2009), D
Alan Bray (1948–2001), GB

### Bre
Beat Brechbühl (* 1939), CH
Bertolt Brecht (1898–1956), D
Stefan Brecht (1924–2009), US
Magnus Brechtken (* 1964), D
Friedrich Breckling (1629–1711), D
Ilse von Bredow (1922–2014), D
Alfred Brehm (1829–1884), D
Bruno Brehm (1892–1974), AT
Christian Brehme (1613–1667), D
Olaf Breidbach (1957–2014), D
Joseph Breitbach (1903–1980), D / FR
Irmela Brender (1935–2017), D
Christopher Brennan (1870–1932), AU
Herbie Brennan (1940–2024), IRL
Maeve Brennan (1917–1993), IRL / US
Robert Brennan (1881–1964), IRL
Heinz Brenner (1900–1981), D
Helmut Brennicke (1918–2005), D
Madeleine Brent (= Peter O’Donnell, 1920–2010), GB
Bernard von Brentano (1901–1964), D
Clemens Brentano (1778–1842), D
Friedrich Christian Bressand (1670–1699), D
André Breton (1896–1966), FR
Brian Brett (1950–2024), CAN
Lily Brett (* 1946), AU / US
Dieter Breuers (1935–2015), D
Breyten Breytenbach (1939–2024), ZA / FR

### Bri–Bry
Patricia Briggs (* 1965), US
Jean Anthelme Brillat-Savarin (1755–1826), FR
John Brinckman (1814–1870), D
André Brink (1935–2015), ZA
Rolf Dieter Brinkmann (1940–1975), D
Gwen Bristow (1903–1980), US
Kristen Britain, US
Georg Britting (1891–1964), D
Andrew Britton (1981–2008), US
Hermann Broch (1886–1951), AT
Barthold Heinrich Brockes (1680–1747), D
Stefan Brockhoff (Sammelpseudonym), D
Max Brod (1884–1968), CZ
Roland Brodbeck (* 1966), CH
Harold Brodkey (1930–1996), US
Joseph Brodsky (1940–1996), RU / US
Karl Bröger (1886–1944), D
Louis Bromfield (1896–1956), US
E. M. Broner (1927–2011), US
Urie Bronfenbrenner (1917–2005), US
Władysław Broniewski (1897–1962), PL
Arnolt Bronnen (1895–1959), AT
Anne Brontë (1820–1849), GB
Branwell Brontë (1817–1848) GB
Charlotte Brontë (1816–1855), GB
Emily Brontë (1818–1848), GB
Rupert Brooke (1887–1915), GB
Anita Brookner (1928–2016), GB
Gwendolyn Brooks (1917–2000), US
Jeroen Brouwers (1940–2022), NL
Dan Brown (* 1964), US
Fredric Brown (1906–1972), US
George Mackay Brown (1921–1996), GB
Jericho Brown (* 1976), US
Rita Mae Brown (* 1944), US
Sandra Brown (* 1948), US
Sharon Brown (* 1946), CAN
John Ross Browne (1817–1875), US
Moses Browne (1704–1787) GB
Elizabeth Barrett Browning (1806–1861), GB
Robert Browning (1812–1889), GB
Sylvia Brownrigg (* 1964), US
Christine Brückner (1921–1996), D
Ferdinand Bruckner (1891–1958), AT / D
Pascal Bruckner (* 1948), FR
Peter Brückner (1922–1982), D
Ken Bruen (1951–2025), IRL
Caspar Brülow (1585–1627), D
Micha Brumlik (* 1947), CH / D
Herbert Bruna (1926–2013), D
Jerome Bruner (1915–2016), US
Marcus Brühl (1975–2015), D
Elfriede Brüning (1910–2014), D
Marianne Bruns (1897–1994), D
Günter de Bruyn (1926–2020), D
William C. Bryant (1794–1878), US
Bryher alias Annie Winifred Ellermann (1894–1983), GB
Ernest Bryll (1935–2024), PL
Bill Bryson (* 1951), US

## Bu
Dionis Bubani (1926–2006), AL
Martin Buber (1878–1965), IL
Jorge Bucay (* 1949), AR
Hans Christoph Buch (* 1944), D
Angus Buchanan (1886–1954), GB
August Buchner (1591–1661), D
Georg Büchner (1813–1837), D
Andreas Heinrich Bucholtz (1607–1671), D
Pearl S. Buck (1892–1973), US
Theo Buck (1930–2019), D
Algis Budrys (1931–2008), US
Hans-Christian Bues (* 1948), D
Gesualdo Bufalino (1920–1996), IT
Jakob Bührer (1882–1975), AT
Charles Bukowski (1920–1994), US
Michail Bulgakow (1891–1940), RUS
Vern Leroy Bullough (1928–2006), US
Kenneth Bulmer (1921–2005), GB
Iwan Bunin (1870–1953), RUS
Hans Bunje (1923–2008), D
Karl Bunje (1897–1985), D
Ruth Bunkenburg (1922–2015), D
Joseph Hans Bunzel (1907–1975), A/USA
Avraham Burg (* 1955), IL
Gottfried August Bürger (1747–1794), D
Hermann Burger (1942–1989), CH
Anthony Burgess (1917–1993), GB
Michael Burk (* 1924), D
Erika Burkart (1922–2010), CH
Kemal Burkay (* 1937), TR
Jan Burke (* 1953), US
Walter Burkert (1931–2015), D
Florian Burkhardt (* 1974), CH
Werner Burkhardt (1928–2008), D
Robert Bürkner (1887–1962), D
Michael Burleigh (* 1955), GB
James MacGregor Burns (1918–2014), US
John Horne Burns (1916–1953), US
Robert Burns (1759–1796), GB
Stanley Burnshaw (1906–2005), US
John Burnside (1955–2024), GB
Andreas Buro (1928–2016), D
William S. Burroughs (1914–1997), US
Hermann Burte (1879–1960), D
Fritz B. Busch (1922–2010), D
Wilhelm Busch (1832–1908), D
Carl Busse (1872–1918), D
Hugo Busse (1850–1913), D
Dolly Buster (* 1969), CZ
Jim Butcher (* 1971), US
Gwendoline Butler (1922–2013), GB
Judith Butler (* 1956), US
Octavia E. Butler (1947–2006), US
Samuel Butler (Dichter) (1612–1680), GB
Samuel Butler (Schriftsteller) (1835–1902), GB
Michel Butor (1926–2016), FR
Samuel von Butschky (1612–1678), D
Ignazio Buttitta (1899–1997), IT
Jacqes Buval
Cyriel Buysse (1859–1932), BE
Dino Buzzati (1906–1972), IT

## By
A. S. Byatt (1936–2023), GB
Lord Byron (1788–1824), GB